# Кароль II
Ка́роль II (рум. Carol, 1893, замок Пелеш, Сіная, Румунське королівство — 1953, Ешторіл, Португалія) — король Румунії з 8 червня 1930 по 6 вересня 1940 із династії Гогенцоллерн-Зігмарінген. Маршал Королівства Румунія (1930).

## Життєпис
Син короля Фердинанда I, з юності прославився ексцентричною поведінкою і скандальним способом життя. За свідченнями сучасників, хворів на пріапізм, що штовхав його на «сексуальні ескапади». Короткочасно був одружений без відома короля на простолюдинці й мав від цього шлюбу сина Мірчу Кароля Ламбріно (1920—2006), не визнаного членом королівської сім'ї, проте згодом, вже після падіння монархії, той отримав право носити прізвище Гогенцоллерн-Зігмарінген через суд. У тому ж 1920 офіційно одружився з принцесою Оленою Грецькою, від цього шлюбу наступного року народився син Міхай. Але незабаром вибухнув новий скандал: кронпринц був позбавлений права престолонаступництва в грудні 1925. Емігрував з коханкою Оленою Вольф, вона ж Лупеску; ця жінка мала великий вплив на Кароля і залишилася з ним до кінця життя.
По смерті батька (20 липня 1927) в 1930 році повернувся до Румунського королівства, змістив 8-річного сина Міхая I і вступив на престол.
1938 року диктатуру, заборонив політичні партії та профспілки. З його дозволу убитий лідер націоналістів Корнеліу Зеля Кодряну.
Дотримувався пробританської орієнтації. Позбувшись британської підтримки, був вимушений визнати Віденський арбітраж 1940 року і приєднання Бессарабії до СРСР.
Внаслідок вуличних протестів і маніфестацій «Залізної Гвардії» Кароль II 5 вересня 1940 зрікся престолу та відразу вирушив на поїзді до Королівства Югославія. По дорозі в Тімішоарі поїзд був зупинений озброєними легіонерами. Потяг з боєм все ж покинув станцію та перетнув югославський кордон. Після зречення Кароля II на престол зійшов його 19-річний син Міхай I, нездатний самостійно керувати державою.
Фактично після зречення престолу новим керівником країни став Іон Антонеску. 15 вересня сформовано фашистський уряд, в якому переважали представники «Залізної Гвардії». Віцепрем'єром Королівства Румунія став лідер організації Хорія Сіма.
1947 року Кароль і Олена Лупеску одружилися в Бразилії. Наприкінці того ж року Королівство Румунія покинув і позбавлений влади Міхай, проте він не побажав зустрічатися за кордоном з батьком.
Кароль II помер і був похований в Португалії. Через півстоліття, 2003 року, його останки перенесли до Румунії, в Куртя-де-Арджеш, де покояться попередні королі.